# Nadir

La sfera celeste con evidenziati lo zenit e il nadir. In beige il piano dell'orizzonte astronomico, in azzurro l'emisfero celeste visibile, in blu quello invisibile; C è il centro della Terra e della sfera celeste, O è l'osservatore.

Il nadir (dall'arabo: نظير / ALA-LC: naẓīr, che significa "controparte") è l'intersezione della perpendicolare all'orizzonte passante per l'osservatore con l'emisfero celeste invisibile. Il punto diametralmente opposto è detto zenit. Zenit e nadir sono i poli dell'orizzonte.
La parola deriva dall'espressione araba nazìr al-samt che significa "corrispondente dello zenit" (cioè della "direzione opposta [della testa]").